# Malthinus byzantinus
Malthinus byzantinus es una especie de coleóptero de la familia Cantharidae.

## Distribución geográfica
Habita en Turquía.